# Lisa Bengtsson (fackföreningsledare)
Lisa Karin Bengtsson, tidigare Björck, född 23 maj 1983 i Skellefteå, är en svensk fackföreningsledare. Hon var 2020–2021 andre vice ordförande för Landsorganisationen i Sverige (LO). 2019–2020 var hon förbundssekreterare för Svenska Kommunalarbetareförbundet (Kommunal). Hon har tidigare varit bland annat ombudsman på både Svenska Transportarbetareförbundet (Transport) och Kommunal, samt tredje vice förbundsordförande för Kommunal (2016–2019). I grunden arbetar hon som stallpersonal/ridledare.